# Elżbieta Chojnacka
Elżbieta Chojnacka (ur. 10 września 1939 w Warszawie, zm. 28 maja 2017 w Paryżu) – polska klawesynistka światowej sławy, specjalizująca się w muzyce współczesnej.

## Życiorys
Urodziła się w Warszawie, była córką pianistki Edwardy Chojnackiej. W 1962 ukończyła warszawską Państwową Wyższą Szkołę Muzyczną w klasie fortepianu Margerity Trombini-Kazuro, a następnie studiowała w Paryżu klawesyn u Aimée van de Viele, uczennicy Wandy Landowskiej. W 1968 otrzymała I nagrodę w kategorii klawesynu na Międzynarodowym Konkursie Giovanni-Battista Viotti w Vercelli. Potem osiadła na stałe w Paryżu, gdzie rozpoczęła międzynarodową karierę.
Pierwszą płytę nagrała w 1971 (Clavecin 2000, Philips). Znana była przede wszystkim z interpretacji muzyki współczesnej – nagrała m.in. całość twórczości klawesynowej Györgya Ligetiego. Została laureatką nagród muzycznych. Swoje utwory dedykowali jej tacy kompozytorzy jak: György Ligeti, Iannis Xenakis, Maurice Ohana, Henryk Mikołaj Górecki czy Michael Nyman.
Prowadziła kursy mistrzowskie i wykłady. W 1995 otrzymała tytuł profesora Mozarteum w Salzburgu, gdzie utworzono klasę interpretacji współczesnej muzyki klawesynowej.
Była artystką o wielkiej osobowości i charyzmie, znaną jako krytyk autentyzmu w wykonawstwie:

Muzyką dawną zawładnął świat archeologii, w którym fetyszyzuje się instrument, a środki i sposoby wykonania stają się ważniejsze od samej muzyki.

Elżbieta Chojnacka zmarła w wieku 78 lat. Została pochowana na cmentarzu Père-Lachaise w Paryżu.

## Ordery i odznaczenia
- Order Legii Honorowej (1999)[4]
- Złoty Medal „Zasłużony Kulturze Gloria Artis” (2009)[7]
- Nagroda Związku Kompozytorów Polskich (2009)[8]
- Krzyż Komandorski Orderu Zasługi Rzeczypospolitej Polskiej (2015)[9]

## Wybrana dyskografia
- Henryk Mikołaj Górecki – Koncert klawesynowy op. 40 (Nonesuch Records)
- Scott Joplin – „Maple Leaf Rag”, „Magnetic Rag”, „Elite Syncopations”, „Peacherie Rag”, „Kismet Rag”, „Swipesy”, „Stoptime Rag”, „Bethema”, „Original Rag”, „Pine Apple Rag”, „Scott Joplin’s New Rag”, „Sunflower Slow Drag”, „Someting Doing (Auvidis)”
- Sofia Gubajdulina – Meditation on the chorale „Von deinen Thron” (Bach) na klawesyn i kwintet smyczkowy (BIS-CD)
- Paweł Szymański – Partita III (CD Accord Music Edition)
- Marius Constant – Des Droits de l’Homme oratorium dramatyczne (Cybelia)
- Michael Nyman – Koncert na klawesyn i smyczki (EMI)
- Maurice Ohana – Chiffres de clavecin, Sacral d’llx, Wamba, Conga, Carillons pour les heures du jour et de la nuit (Erato)
- Iannis Xenakis – Komboi na klawesyn i perkusję, Khoai, Naama na klawesyn amplifikowany (Erato)
- André Boucourechliev – Anarchipels na zespół sześciu instrumentów (MFA)
- Astor Piazzolla – Buenos Aires hora cero – tango (Nonesuch)
- Wilfried Jentzsch – Improvisation T12/57 na klawesyn i taśmę (Thorofon)
- György Ligeti – Continuum, Hungarian Rock, Passacaglia ungharese (WERGO)
- Krzysztof Meyer – Sonate (Erato)
- Luc Ferrari – Musique Socialiste? na klawesyn i taśmę (Erato)
- François-Bernard Mâche – Solstice na klawesyn i pozytyw (Erato)
- Cristóbal Halffter – Adieu (Erato)